# Orlovat
Orlovat (srpski: Орловат, mađarski: Orlód) je naselje u Banatu u Vojvodini u sastavu općine Zrenjanin.

## Stanovništvo
U naselju Orlovat živi 1.789 stanovnika, od toga 1.471 punoljetan stanovnik, prosječna starost stanovništva iznosi 41,9 godina (41,0 kod muškaraca i 42,8 kod žena). U naselju ima 583 domaćinstava, a prosječan broj članova po domaćinstvu je 3,07.
| Etnički sastav 2002. |            |        |
| Narod                | Stanovnika | %      |
| Srbi                 | 1.709      | 95,52% |
| Jugoslaveni          | 17         | 0,95%  |
| Romi                 | 15         | 0,83%  |
| Mađari               | 12         | 0,67%  |
| Slovaci              | 8          | 0,44%  |
| Hrvati               | 4          | 0,22%  |
| Makedonci            | 3          | 0,16%  |
| ostali               | 6          | 0,32%  |
| nepoznato            | 3          | 0,16%  |

| broj stanovnika | 2245  | 2318  | 2335  | 2298  | 2159  | 1933  | 1789  |
|                 | 1948. | 1953. | 1961. | 1971. | 1981. | 1991. | 2001. |

## Vanjske poveznice
- Karte, položaj i zemljopisni položaj